# Hemibagrus velox
Hemibagrus velox es una especie de pez de la familia Bagridae en el orden de los Siluriformes.

## Morfología
• Los machos pueden llegar alcanzar los 35,7 cm de longitud total.

## Distribución geográfica
Se encuentra en Sumatra (Indonesia ).